# 쓰루타 겐지
쓰루타 겐지 (鶴田 謙二, 1961년 5월 9일 ~ )는 일본의 만화가, 일러스트레이터이다.

## 경력
사진가를 목표로 대학시절엔 사진공학을 전공했지만, 재학 중 만화가 지망으로 전환. 동인 활동을 거쳐, 1986년에 ‘주간 코믹 모닝’지에 게재된 제15회 치바 테츠야상 입선작 〈이 넓고 멋진 우주가 아닌가〉(広くてすてきな宇宙じゃないか)로 데뷔했다.
일러스트레이터로서 소설 삽화 작업도 많이 하여, 제 31회(2000년), 제 32회(2001년), 성운상 아트 부문을 수상했다.
주요 작품으로 《스피릿 오브 원더》(Spirit of Wonder), 《아베노바시 마법☆상점가》(アベノ橋魔法☆商店街), 《포겟 미 낫》(Forget-me-not), 《추억의 에마논》(おもいでエマノン), 화집《수소》(水素), 《혜성》(Comet) 등이 있다.

## 작품

#### 만화
- 《스피릿 오브 원더》(Spirit of Wonder): 1998년 세주문화사에서 2권으로 출간. 2007년 북클럽에서 해적판으로 단권 출간. 2012년 세미콜론에서 2월 출간 ISBN 978-89-8371-334-6<
- 《포겟 미 낫》(Forget-me-not): 세미콜론 ISBN 978-89-8371-335-3
- 《추억의 에마논》 (おもいでエマノン)
- 《모험 에레키테섬》 (冒険エレキテ島)

#### 화보
- 《수소》(水素)
- 《혜성》(Comet)